# Kanton Montret
Montret is een voormalig kanton van het Franse departement Saône-et-Loire. Het kanton maakte deel uit van het arrondissement Louhans. Het werd opgeheven bij decreet van 18 februari 2014, met uitwerking op 22 maart 2015. Zeven gemeenten werden toegevoegd aan het kanton Louhans, twee aan het kanton Cuiseaux.

## Gemeenten
Het kanton Montret omvatte de volgende gemeenten:
- La Frette
- Juif
- Montret (hoofdplaats)
- Saint-André-en-Bresse
- Saint-Étienne-en-Bresse
- Saint-Vincent-en-Bresse
- Savigny-sur-Seille
- Simard
- Vérissey